# Герритс, Гессель
Гессель Герритс (Gerritsz. [Gersrd, Gerardus, Gherritszoon van Assum], Hessel; 1581 — 1632) — гравёр, картограф, издатель и продавец книг. Первый картограф Голландской Ост-Индской компании (V.O.C.).

## Биография
Гессель Герритс начал свою деятельность в Алкмааре учеником Виллема Блау, который был на десять лет его старше. Герритс переехал вместе с Блау в Амстердам, где продолжал работу в его мастерской. Там он женился в 1607 году на Геертье Гийсбертс, у них было восемь детей. Геертье умерла до 1624 года, когда Гессель женился во второй раз. В 1610 году он основал свою собственную типографию. В 1613 году опубликовал «историю Шпицбергена», описывающую открытие, первые визиты и китобойный промысел на архипелаге. Многие из его гравюр и карт, являются частью атласов Блау, Яна Янсона и других.
Его известность как картографа быстро росла и 16 октября 1617 года Герритс был официально назначен первым картографом Голландской Ост-индской компании, вероятно, наиболее важный пост который мог занимать картограф в те дни. Он получил эту должность по рекомендации Петера Планциуса, бывшего ведущим учёным компании, который не ладил со старшим Блау (Блау и Герритс при этом остались друзьями). Герритс оставался на этом посту до самой своей смерти в 1632 году, после этого должность перешла к семье Блау, члены которой сменяли друг друга до 1705 года.
Интерес Герритса к Новому Свету был так велик, что в 1628—29 годах он предпринял путешествие на Карибские острова и на территорию современной Бразилии. В 1632 году он умер и был похоронен в Ньивекерк в Амстердаме.

## Карты Московского царства и сопредельных государств

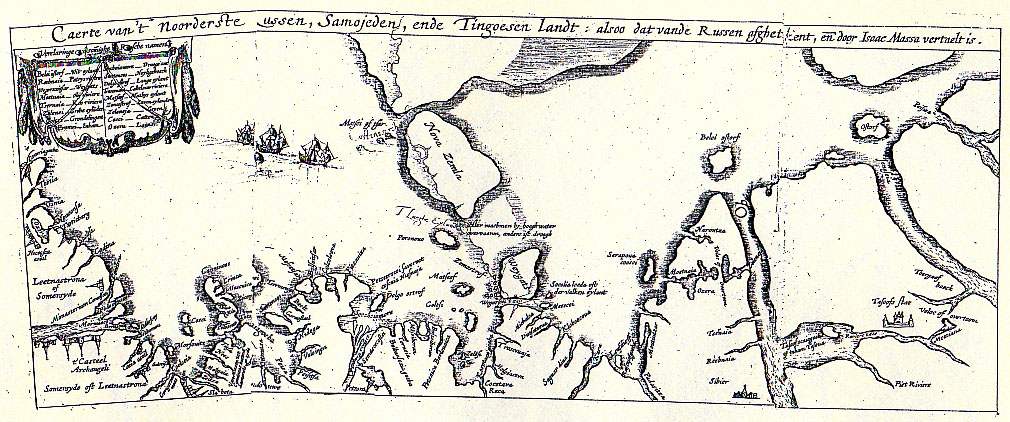
Карта Северной Руссии, самоедских и тунгусских земель: как с русских чертежей было переведено Исааком Массой. 1611» (Caerte van't Noorderste Russen, Samojeden, ende Tingoesen landt: alsoo dat vande Russen afghetekent, dorr Isaac Massa vertaelt is. 1611)

В 1612 году Гессель Герритс выпустил сборник «Описание земель самоедов в Тартарии» (Beschryvinghe van der Samoyeden Landt in Tartarien) с двумя статьями Исаака Массы о Сибири и чертежом северного берега современной России от Архангельска до устья реки Енисей — «Карта Северной Руссии, самоедских и тунгусских земель: как с русских чертежей было переведено Исааком Массой. 1611» (Caerte van't Noorderste Russen, Samojeden, ende Tingoesen landt: alsoo dat vande Russen afghetekent, dorr Isaac Massa vertaelt is. 1611). Иосиф Гамель и голландский историк картографии И. Кенинг (Johannes Keuning) датировали карту началом XVII века, поскольку на карте отмечен Тазовский город (Мангазея).
В 1613 году Герритс выгравировал и издал в Амстердаме «Карту Руссии по рукописи, составить которую озаботился Фёдор, сын царя Бориса ... Царю и Великому князю Михаилу Фёдоровичу ... посвящает Гессель Герардов. 1613» (Tabvla Russiae ex autographo, quod deliniandum curavit Feodor filius Tzaris Boris desumta ... Tzari et Magno Duci Michaeli Foedrowits ... dedicata ab Hesselo Gerardo M.DC.XIII) с планом Москвы на врезке. Карта Герритса частично была составлена по материалам «Большого чертежа» — рукописного атласа Московского царства. Остаётся невыясненным, каким образом Герритс, никогда не бывавший Московском государстве, получил копию «Большого Чертежа» для своей карты. В 1614 году Герритс исправил и дополнил свою карту, обновив фигуру Ладожского озера и внеся другие исправления. После смерти Герритса в 1632 году гравировальную доску с «Карту Руссии» приобрёл Виллем Блау (1571—1638), который, заменив имя Герритса на своё (в центре внизу), включил эту карту в свой «Новый атлас» 1635 года. Эта карта входила во все издания атласов Блау до 1673 года.
В 1614 году эта карта была несколько переработана и впоследствии включена в ряд западноевропейских атласов (Николаса Пискатора, Виллема Блау и др.). Одной и той же картой неоднократно пользовались западноевропейские путешественники, посещавшие Московию (например, Адам Олеарий и Николаас Витсен).
Картой Герритса интересовались академики Ф. Аделунг, К. Бэр, её исследовали И. И. Стенбицкий, В.А. Кордт, А. А. Даниловский, Н. Д. Чечулин, Д. Н. Анучин, Л. С.Берг, Ф. А. Шиоанов, Й. Кеунинг и др. Происхождение этой карты вызывало особенно большой интерес, так академик Б. А. Рыбаков даже выдвинул гипотезу о том, что в основе карты Геррица был старый чертёж московского государства 1523 года. Однако на плане показан город Борисов (Царёв-Борисов), из-за чего очевидно, что карта не могла быть составлена ранее 1599 года.
Кроме этого, авторству Герритса принадлежат одни из первых изображений Москвы — «Петров чертёж» и план «Кремлена Града».

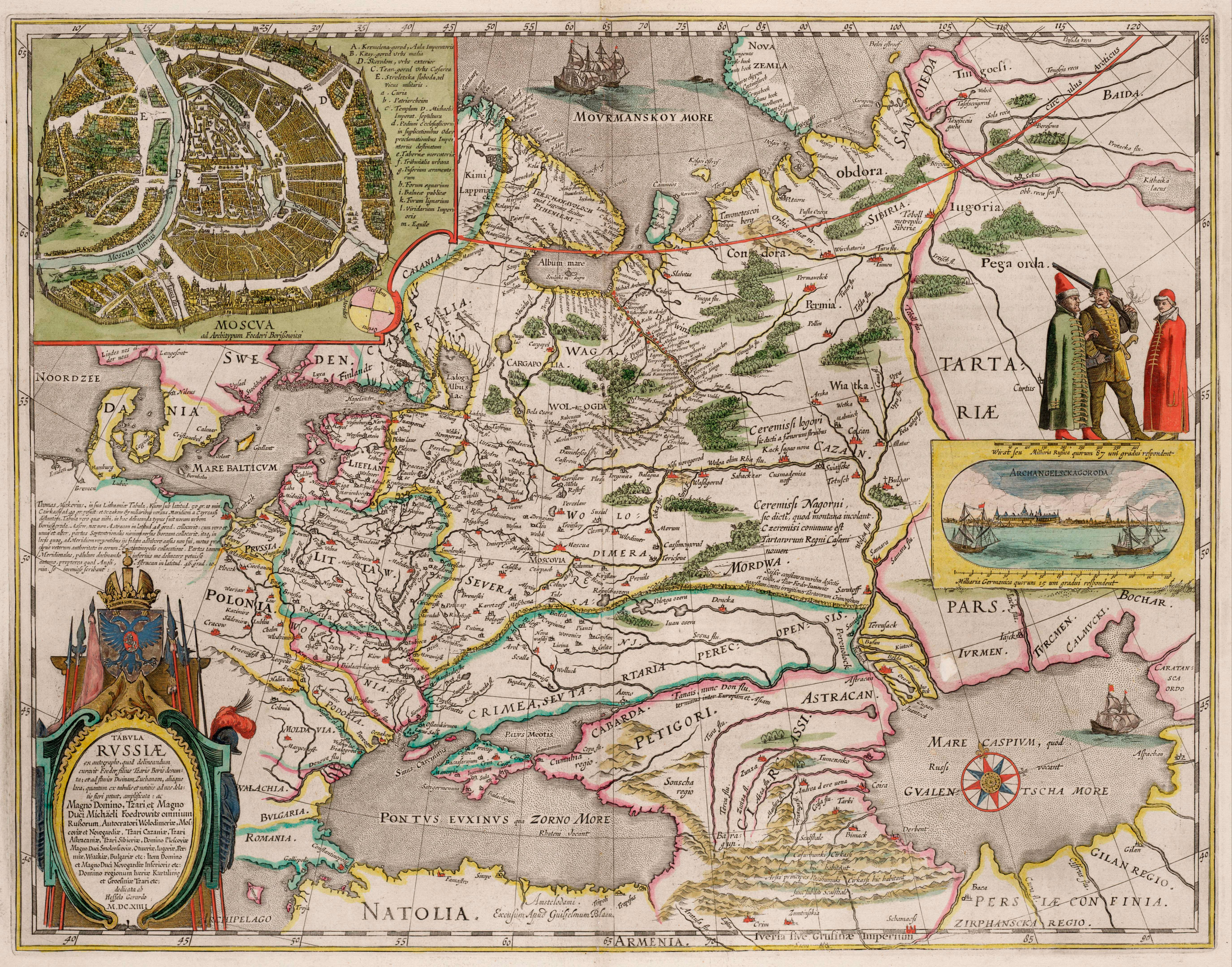
«Карта Руссии по рукописи, составить которую озаботился Фёдор, сын царя Бориса ... Царю и Великому князю Михаилу Фёдоровичу ... посвящает Гессель Герардов. 1613» (Tabvla Russiae ex autographo, quod deliniandum curavit Feodor filius Tzaris Boris desumta ... Tzari et Magno Duci Michaeli Foedrowits ... dedicata ab Hesselo Gerardo M.DC.XIII)
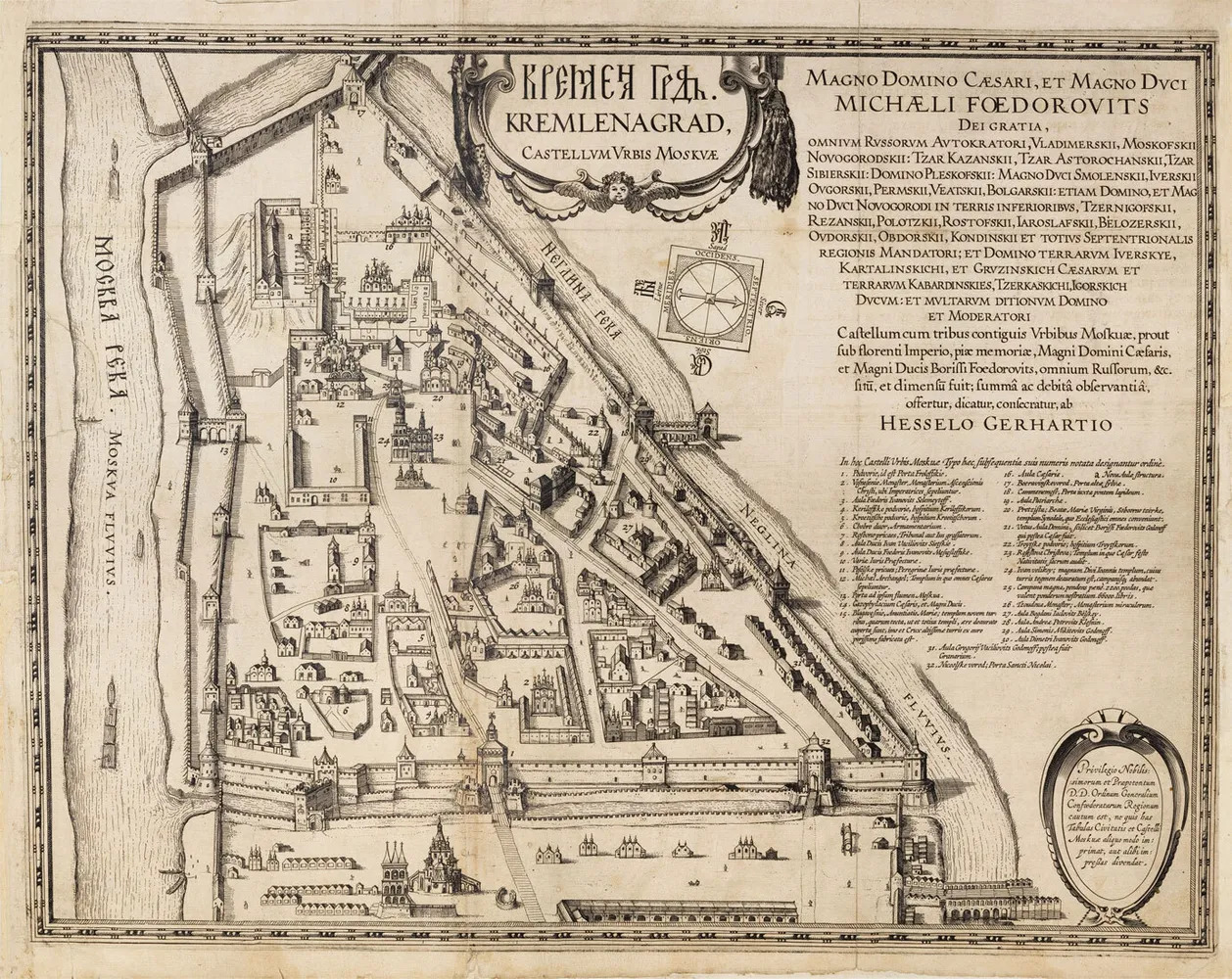
Карта московского кремля 1613 года (Гессель Герритс)